# 皮奥伊州圣贡萨洛
皮奥伊州圣贡萨洛（葡萄牙語：São Gonçalo do Piauí）是巴西皮奥伊州的一个市镇。总面积147.592平方公里，总人口4339人，人口密度29.4人/平方公里。